# Paquistão nos Jogos Olímpicos de Verão de 1984
O Paquistão competiu nos Jogos Olímpicos de Verão de 1984, realizados em Los Angeles, Estados Unidos.